# Vetlanda
Vetlanda (frühere Schreibweise Hvetlanda) ist eine Stadt in der schwedischen Provinz Jönköpings län und der historischen Provinz Småland. Der Ort ist Hauptort der gleichnamigen Gemeinde.

## Geschichte
Etwa um das Jahr 1000 entwickelte sich hier eine Siedlung, die als Platz für Märkte und für Treffen der Gerichtsbarkeit von regionaler Bedeutung war. Die Stadtrechte erhielt Vetlanda zu Beginn des Jahres 1920. In den 1960er Jahren wurden viele Holzhäuser, die bis dahin das Aussehen des Ortes prägten, im Zuge einer so genannten „Sanierung“ abgerissen. Lange war Vetlanda ein Eisenbahnknotenpunkt, doch heute existieren nur noch eine Güterstrecke und die Verbindung nach Nässjö.
1974 wurde das neue Stadthaus eingeweiht. Der Bau erweckte starke Diskussionen in der Bevölkerung, da er im modernen Stil errichtet wurde und erhielt daraufhin den Beinamen Turm zu Babel. Der größte Wirtschaftsbereich des Ortes ist die holzverarbeitende Industrie.

## Verkehr
Vetlanda war früher ein kleiner Eisenbahnknotenpunkt, in dem sich die Bahnstrecke Sävsjö–Målilla und die Sävsjöström–Nässjö Järnväg trafen.

## Persönlichkeiten
In Vetlanda geboren wurden:
- Ingrid Dahlberg (* 1941), schwedische Regisseurin, Film- und Fernsehproduzentin und Politikerin
- Lena Philipsson (* 1966), schwedische Popsängerin
- Johan Franzén (* 1979), schwedischer Eishockeystürmer
- Mattias Tedenby (* 1990), schwedischer Eishockeyspieler.

Die schwedische Kinder- und Jugendbuchautorin Lisbeth Pahnke, verheiratete Airosto, (* 1945) lebt in Vetlanda.